# Робин ле Норман
Робин Ем Робер ле Норман (фр. Robin Aimé Robert Le Normand; Пабу, 11. новембар 1996) је шпански фудбалер бретонског порекла који тренутно наступа за Атлетико Мадрид. Игра на позицији одбрамбеног играча.

## Успеси
Реал Сосиједад
- Куп Шпаније (1): 2019/20.[4]

 Шпанија
- Европско првенство (1):  2024.[5]
- Лига нација (1) :  2022/23.[6]

Појединачни
- Играч месеца у Ла лиги: октобар 2021.[7]